# Hồ Tấn Tài
Hồ Tấn Tài (Bình Định, 6 de noviembre de 1997) es un futbolista vietnamita que juega en la demarcación de defensa para el Becamex Binh Duong de la V.League 1.

## Selección nacional
Tras jugar en varias categorías inferiores de la selección, finalmente hizo su debut con la selección absoluta de Vietnam el 7 de septiembre de 2021 en un encuentro de clasificación para la Copa Mundial de Fútbol de 2022 contra Australia que finalizó con un resultado de 0-1 a favor del combinado australiano tras el gol de Rhyan Grant.

## Clubes
| Club                  | País    | Año       | Partidos | Goles |
| --------------------- | ------- | --------- | -------- | ----- |
| Quy Nhon Binh Dinh FC | Vietnam | 2017-2018 | 24       | 1     |
| Becamex Binh Duong    | Vietnam | 2018-2021 | 74       | 7     |
| Quy Nhon Binh Dinh FC | Vietnam | 2021-2023 | 38       | 8     |
| Cong An Hanoi FC      | Vietnam | 2023-2024 | 47       | 5     |
| Becamex Binh Duong    | Vietnam | 2024-     | 9        | 1     |